# 东普罗维登斯 (罗得岛州)
東普羅維登斯（英語：East Providence）是美国羅德島州普羅維登斯縣的一個城市。臨納拉甘西特灣，面積43.02平方公里。根據美國2000年人口普查，人口48,688人，是該州第五大城市。
1812年設鎮，1958年建市。因位於州府普羅維登斯以東得名。

## 外部链接

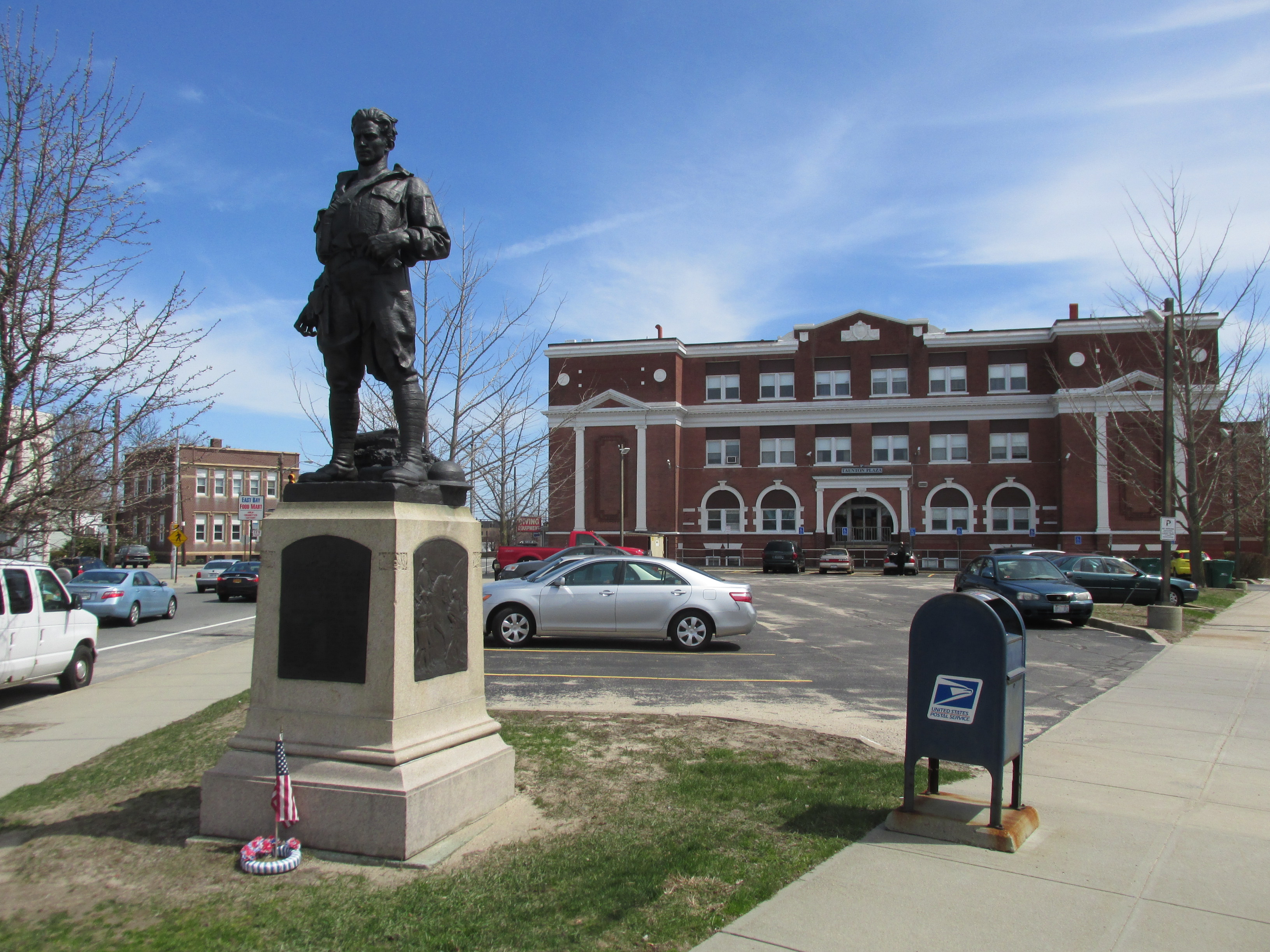